# Agar
Agar er en geleagtig substans, der hovedsageligt bliver brugt som fortykningsmiddel og som dyrkningsmedie i mikrobiologisk arbejde. Ordet agar kommer fra det malaysiske ord agar-agar (betydende gele). Det er også kendt som kanten eller agal-agal (ceylonsk agar). 
Andre anvendelsesmetoder for agar er:
- Afføringsmiddel
- Vegetarisk gelatine-erstatning
- Fortykningsmiddel til supper
- I gelerand
- Is
- japanske desserter såsom anmitsu
- Klaringsmiddel i brygning
- Stivelse i tekstiler.

Agar er naturligt forekommende og udvindes af cellevæggene af nogle arter af rødalger eller tang. Kemisk er agar en polymer, ugrenet polysaccharid, som består af underenheder af sukkerarten galaktose. Agar polysaccharider fungerer som primær strukturel støtte for algernes cellevægge.

## Agar i mikrobiologi
Ernæringsrig agar er brugt i hele verdenen som medie til dyrkning af bakterier og svampe. Selvom mindre end 1% af alle eksisterende bakterier kan dyrkes succesfuldt, kan grundformularen af agar bruges til at dyrke de fleste mikroorganismer der har kendte egenskaber.
Der forefindes flere forskellige ernæringsrige agarer, idet mikroorganismer kan være kræsne. Som eksempel kan nævnes blodagar, der generelt er kombineret med hesteblod, svineblod eller fåreblod[kilde mangler] og som benyttes til at indikere tilstædeværelsen af mikroorganismer såsom E. coli O157. Bakterien fordøjer blodet og efterlader klare pletter på agarpladen. Såkaldt chokoladeagar indeholder blod med opløste ved opvarmning (lyserede) røde blodlegemer, hvilket ændrer sammensætningen af tilgængelige næringsstoffer.
Agar kan gøres selektiv således at den kan give grobund for mikroorganismer med specielle egneskaber, f.eks. salttolerante, gram-positive eller gram-negative mikroorganismer. 
Et eksempel på sådanne selektive agarer er MacConkey agar, som klassificerer gram-negative mikroorganismer, og desuden definerer om organismen er laktosefermenterende.
Til biokemiske analyser som immunelektroforese anvendes agarose, en oprenset form for agar.

## Agar i madlavning
Agar sælges typisk som pakkede baner af vasket og tørret tang eller i pulverform. Rå agar er hvidt og halvgennemsigtigt. For at lave gelé, koges agaren i vand i en koncentration af ca. 0,7-1% (7 g. agar til 1 L. vand vil give en koncentration på 0,7%).
I det indiske køkken er agar kendt som Kina Græs og bliver brugt til at lave desserter.